# Tadashi Yanai
Tadashi Yanai (Ube, 7 de fevereiro de 1949) é um empreendedor e filantropo japonês. É o fundador e presidente da Fast Retailing, empresa controladora da Uniqlo. Até julho de 2020 a fortuna de Yanai é estimada em 28,1 bilhões de dólares, o que o posiciona como a pessoa mais rica do Japão e a 36.ª mais rica do mundo segundo a Forbes.

## Início de vida e educação
Yanai nasceu em fevereiro de 1949 na cidade de Ube, Yamaguchi. Frequentou a escola de ensino médio Ube e mais tarde a Universidade de Waseda, graduando-se em 1971 com um diploma de bacharel em Economia e Ciência política. Seu tio era um ativista pela eliminação do assentamento de pessoas discriminadas de classe baixa, conhecidos como Burakumin (grupo minoritário da sociedade japonesa).

## Carreira
Em 1971, Yanai iniciou seus negócios vendendo utensílios de cozinha e roupas masculinas em um supermercado da JUSCO. Depois de um ano na JUSCO, ele trabalhou na alfaiataria de seu pai. Yanai abriu sua primeira loja da Uniqlo em Hiroshima no ano de 1984, e alterou o nome da empresa de seu pai para Fast Retailing em 1991. Ele afirmou: "Eu posso parecer bem-sucedido, mas cometi muitos erros. As pessoas levam seus fracassos muito a sério. Você precisa ser positivo e acreditar que encontrará o sucesso na próxima vez".
Em dezembro de 2019, Yanai deixou o conselho da SoftBank após 18 anos como diretor do conglomerado japonês de tecnologia.

## Vida pessoal
Ele é filho de Kanichi Yanai e Hisako Mori Yanai. É casado e tem dois filhos, Kazumi e Koji, onde vivem em Tóquio. Ele também possui dois campos de golfe no Havaí.

## Filantropia
Em março de 2011, Yanai doou 1 bilhão de ienes às vítimas do sismo e tsunami de Tohoku em 2011.